# バルシュ・マンチョ
バルシュ・マンチョ（Barış Manço、1943年1月2日 - 1999年1月31日）は、トルコのロック歌手、作曲家、テレビプロデューサー。
彼はおよそ200曲を作曲や作詞をし、そのうちいくつかは英語、日本語、ギリシア語、イタリア語、ブルガリア語、ルーマニア語、ペルシャ語、ウルドゥー語、アラビア語に翻訳されている。現代トルコでは国民的ミュージシャンと讃えられ1999年に心臓発作で急逝しているが、トルコで未だ根強い人気のある有名人、スターの一人である。

## 概要
- 貿易商を営む父親のもと、三人兄妹の次男、ファーストネーム「バルシュ」は平和、平穏や和らぎを意味する（長兄Savaş Mançoの「サバシュ」は戦争、競争、闘いの意がある）。
- エルヴィス・プレスリーに影響を受け、イスラム圏では批判に晒されやすいロック音楽をトルコに普及させ、自身のバンド以外に、シャドウズのエレクトリック・インストゥルメンタルに影響を受けたギタリストであるエルキン・コライや、1967年に再編し英米ではのち現代民族音楽で評価されるバンドモーラル（Moğollar･英語版、英名 Mongols）らを1960年代から1970年代に起用し「アナトリアン・ロック（トルコ・ロック）」を確立した。日米英では知名度から評価は低いが欧州では高い人気があった。

1960年年代はビートルズとビート・ブームから率いていたBarış Manço Les Mistigrisは、ブルースやリズム＆ブルースからアレンジしたものを演奏するようになった。
1967年、交通事故から重傷を負い顔面には傷跡が残りこれを隠す為に髭と頭髪を伸ばすようになった。
貿易商の父親は海外ベルギーに営業別拠点を置き、少年期には同地の留学経験から、フランス語が堪能だった。事故療養にベルギーで数ヶ月静養している。
静養から復帰以降はトルコの民族音楽を取り入れた楽曲が増え、自身が民族楽器サズを用いることもあった。1970年代は若者向けの恋愛テーマの歌詞から庶民の日常を詩う楽曲が増えた。
1980年、9月12日クーデターという軍事クーデター発生により戒厳令で集会禁止から公演が限られ、1980年代を通して、定期の国外公演活動を別として、音楽の制作活動は停滞し、平行する活動の映像プロデューサーなどの仕事の機会を増やす。
国内では幼児や児童へ、音楽交流の教育テレビ番組企画に参加している。教育番組のいくつかには自身が出演した。
国内テレビのニュースに出演、コメンテーターなどを務める際には、その人気から慎重に言葉を選び軍事政権に配慮する発言が多かったとされるが、紛争とテロリズムには現状を嘆き武力では発展や未来がないことを強調し、話し合いを呼びかける主旨は一貫していた。
欧州各地の公演では現地報道機関から音楽とは無関係な西欧のトルコ人やクルド人の出稼ぎ労働問題、トルコの国内問題など悪意有る質問に晒されることも多く、返答には口調強くムスタファ・ケマル・アタテュルクの言葉を借りたコメントを繰り返していた。フランスのあるテレビ番組出演で演奏を終え、同様の質問にはトルコリラ紙幣を一枚取り出して印刷された旧跡や肖像画などを示してそれぞれの由来などを説明し、紙幣の解説を終えるとトルコの国内問題と各地の紛争もこの紙幣に描かれた人物や建造物などと同じくやがては歴史上のことになると語り、誇りと希望そして未来ある私たちはトルコ人以外の何ものでもない（問題は解決できる）、との発言も残されている。
アルバム「Ful Aksesuar '88 Manço」など、国内のマスメディアに低評価批判される苦渋を味わっている。
1992年、視聴者が参加見学する別のフランス・テレビ局の番組に再出演した際、「Anahtarş」の演奏を終えて対談コーナーに入り、毒舌で有名な司会者から最初の質問を遮って「フラン紙幣を持っていますね?（この場だけで）貸してください」と切り出した。驚く司会者は言われるまま財布を取り出して金額を問い質すと「異なる金種の紙幣を数枚貸してください」と言う。受け取ったフラン紙幣裏側に印刷された肖像を指差し司会者にその職業を尋ねた。「陸軍元帥です」「海軍提督…」とそれぞれの応答にバルシュ・マンチョは「あなたたちの偉人や英雄は軍人ばかりですね」といって紙幣を返却して手間に感謝すると自分のポケットからトルコリラ紙幣数枚とコインを取り出して司会者と見物人に示し「このコインには軍人ケマル・アタテュルクの肖像が、1000リラ紙幣には皇帝メフメト2世が描かれていますが、ほかの紙幣には詩人、哲学や科学者達が印刷されています。トルコ人は内紛を武器で治めて野蛮という。この二つの貨幣にあるトルコの軍人と権力者は手荒い手段で混乱を治め平和をもたらした。現在と歴史上の悲惨な事実は否定できません」と言う。続けて「通貨リラにはトルコ国民が困窮することも有ります。けれども紙幣やコインに描かれた人物の築いた礎が文明から文化に貢献したことを誇りにしています。フランスはどうでしょうか? 武器を作り続ける。代金はフラン紙幣で回収する。その紙幣やコインのすべてには軍人がいる。軍人達が背後（紙幣裏側）にある貨幣を使い、内紛々争を助長する物資を売る国は卑怯な野蛮ですね」。
1999年1月31日死去（56歳没）。突然の訃報だった。葬儀には数百万人が弔問に訪れ、イスタンブールのカンリカ墓地に埋葬された。
生前から没後も名前にあやかったものは多く、ボスポラス海峡連絡船の一隻には1973年建造の「MVバルシュ・マンチョ」が運航されている（2019年現在）。

## 親日家
親日家として知られ公式の初来日は1990年の串本町で行われたエルトゥールル号遭難事件100年慰霊式典の参加を兼ねた親善訪問でこのときの交流から更に好意を深めたという。翌年には後述する創価学会インタナショナルの後援で再来日を果たし、以降も来日を繰り返し、1995年には日本ツアー公演が行われ実況録音盤を日本とトルコそれぞれ発売した。日本ツアー公演は各地にて交流機会を設けトルコと日本の友好親善活動に尽力している。この日本語版曲や実況録音盤から日本ではバルシュ・マンチョの知名度や人気が高いと一部のトルコ人には誤解されていた。
当時、トルコではバルシュ・マンチョの名を知らぬものはいないと言われたスターだったが、普段は庶民的で質素、威丈高な態度を見せたことはなく、気さくで控えめに接していたという。
ところが外人に日本人を見つけると積極的に話しかけることが多く、声を掛けられた旅行者などはあとで有名人と気がつく場合がほとんどだったという。

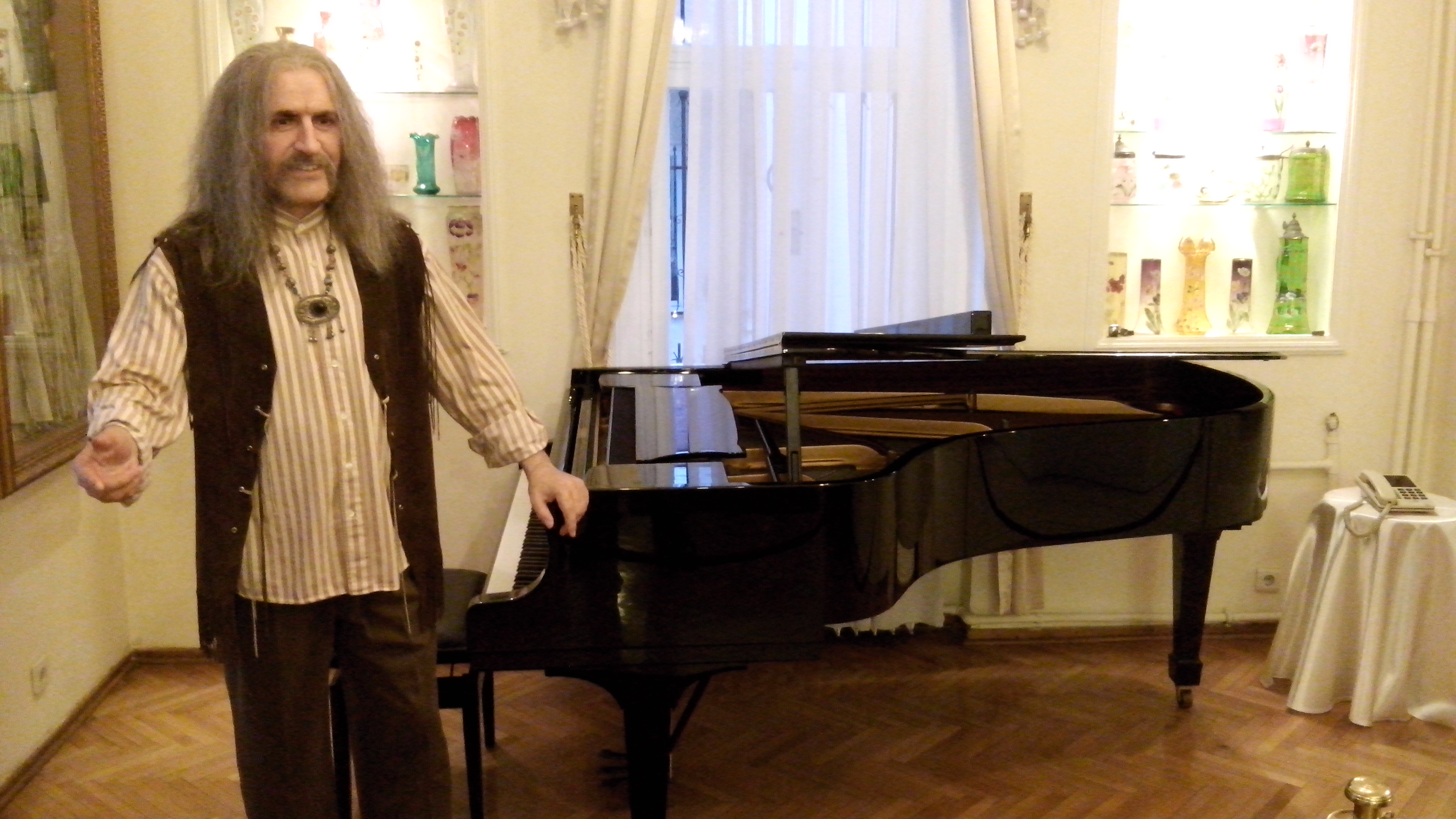
バルシュ・マンチョ記念館

観光に飽きたある日本人旅行者はホテル従業員に国民的人気のあるバルシュ・マンチョの邸宅を外から見物して、その周辺市街の散策を勧められる。地区を散歩して、マンチョ邸やその門前で記念写真を撮影していると、本人が現れ日本人と知るとお茶に誘いに邸内に招き入れ歓迎された。帰宿して勧めた従業員に顛末を話すと見ず知らずの外人、旅行者を家に入れてお茶は有り得ないことだと言い驚嘆されたという。トルコでは露店などの店先雑談にその値段交渉などお茶が付き物だが、赤の他人を自宅に招くことはない。
イスタンブールモダ地区ユセフカミルパシャ通りにある邸宅は現在、記念館として公開されている。
創価学会インタナショナルの名誉会員で来日公演はその援助で行われたが、バルシュ・マンチョは生涯ムスタファ・ケマル・アタテュルクを尊敬したひとりで有り、イスラム教徒を通した。クルド労働者党のテロなどに胸を痛め民族や国境を越えた平和運動や活動に共感し加盟したものである。

## ディスコグラフィ

### アルバム
- Dünden Bugüne (1972年、Sayan)
- 『2023』 - 2023 (1975年、Yavuz Plak)
- Sakla Samanı Gelir Zamanı (1976年、Yavuz)
- Baris Mancho (1976年、CBS Disques/Grammofoonplaten S.A.B.V.) ※トルコでは『Nick The Chopper』としてリリース
- Yeni Bir Gün (1979年、Yavuz ve Burç Plakçılık)
- 20 Sanat Yılı Disco Manço (1980年、Türküola)
- Sözüm Meclisten Dışarı (1981年、Türküola)
- Estağfurullah ... Ne Haddimize! (1983年、Türküola)
- 24 Ayar Manço (1985年、Emre Plakçılık)
- Değmesin Yağlı Boya (1986年、Emre Plakçılık)
- 30 Sanat Yılı Fulaksesuar Manço - Sahibinden İhtiyaçtan (1988年、Emre Plakçılık)
- Darısı Başınıza (1989年、Yavuz ve Burç Plakçılık)
- 『メガ・マンチョ』 - Mega Manço (1992年、Emre Plak)
- Müsaadenizle Çocuklar (1995年、Emre Plak)
- 『ベスト アルバム』 - Best Album (1995年、Min-On) ※コンピレーション
- 『ふるさとは-「世界」』 - Barış Manço (1995年、Min-On) ※コンピレーション
- Barış Manço Live In Japan (1996年、Emre Plak)
- Mançoloji (1999年、Emre Plak)
- Barış Manço Golden Rollers (2018年、Tunas Tunes)
- Manlac Blues 9 - Demo 1965 - 1966 Volume 1  (2019年、Tunas Tunes)